# 柳博芙·加尔金娜
柳博芙·弗拉基米罗芙娜·加尔金娜（俄語：Любовь Владимировна Галкина，1973年3月15日—），俄罗斯射击运动员，奥运冠军。2000年，加尔金娜首次参加奥运会，但在悉尼一无所获。四年之后，她在雅典奥运会中夺得一金一银。2008年北京奥运会上，加尔金娜夺得了10米气步枪的银牌。
2012年，加尔金娜第四次参加奥运会，但在女子10米气步枪和50米步枪三姿两项比赛中都未能闯入决赛。